# 桜井莉菜
桜井 莉菜（さくらい りな、1983年4月13日 - ）は、大阪のギャルファッションモデル、ならびに歌手、女優。特にはギャル系ファッション誌『小悪魔ageha』への露出から著名。その傍ら“Rina”名義での音楽活動も注目を集めてきた。
大阪出身で、地元大阪でのOL生活と並行してモデル活動をしていた。『小悪魔ageha』誌上では突出した人気を有するモデルの一人で、同時に数多のギャル系商品の広告塔を務めてきた。
154センチメートル、39キログラム（理想時）。A型。大阪のモデル事務所『株式会社Any-K(エニーケイ)』に所属。“さくりな”の愛称がある。

## 来歴
ひとりっ子として育つ。中学生時代は地味そのもので、高校に上がってから派手めのファッションに目覚めたいわゆる「高校デビュー」であったという。16歳当時の1999年にファッション雑誌の読者モデルやプリクラモデルの活動を開始。高校時代は時流を追う形で一年生時にアムラーとなり3年生時には浜崎あゆみに帰依した。高校卒業後には美容専門学校へ進学。かねてより続けていたプリクラモデルのアルバイトの関係から、卒業後にはプリクラ機器の会社にそのまま就職。OLとなった。

### 『小悪魔ageha』
23歳で『小悪魔ageha』に初登場。そして、2007年に同誌の専属モデルとなり、それから翌2008年にかけて8度にわたって表紙に登場。以降、長年にわたり同誌の専属モデルを継続、いつしか同誌の看板モデルと目される存在となるに至っている。

### 映像媒体
TBS系『ひみつの嵐ちゃん!』やテレビ東京の『ありえへん∞世界』などバラエティテレビ番組への出演も数多く、さらにはゲームソフト『龍が如く3』へのキャバクラ嬢役での出演（2009年）や、映画『Girl's Life』での主演（2009年）など、各種映像媒体への露出もあわせて注目の題材となってきた。
初の女優活動の舞台は大塚祐吉の監督作『Butterfly』（2009年）で、これは同時に初の映画出演の舞台でもあった。続けて初の主演映画となった『Girl's Life』も同じく大塚祐吉の監督作で、ともに『小悪魔ageha』に登場していた神子島みかおよび上ノ宮絵理沙と共演。『龍が如く3』も同じく荒木さやか、桃華絵里、武藤静香、西山りほ、鮎川りな、ねむという6名の『小悪魔ageha』モデルらとの共演作となった。

### 音楽
かねてより音楽活動を行い「Angel」と題した楽曲をシングルでインディーズから発売（2008年）するなどしていた。やがて『小悪魔ageha』誌の特集上で自身の歌手活動の意欲に言及したことがきっかけとなり、2010年、9月に「Gray Zone（グレーゾーン）」と題した自身の歌曲を発売、“Rina”の名義にビジュアル系風の外観を引っさげてのメジャーデビューとなった。この楽曲のミュージックビデオは自身の意匠上の趣向を濃密に反映させたものとして話題となり、発売直後にレコチョクの週間映像チャートに登場。少女時代やAKB48などといった当時の旬の女性グループらに次ぐ4位を記録している。12月には2曲目にあたる「想（ソウ）」を配信発売、さらに前作の「Gray Zone」を改めてDVD付きのマキシシングルとして発売するに至っている。

## 出演

### 雑誌
- 『小悪魔ageha』（専属：2007年より）

### ランウェイ
- 渋谷ガールズコレクション 2009年春夏[26]
- 渋谷コレクション[27]

### イベント
- 『SEA RIZE ROCK 09×nadesicollection09』（北九州メディアドーム、2009年12月13日） 共/武藤静香、荒木さやか、神子島みか、舟山久美子、菅野結以、細井宏美、川端かなこ、高橋真依子、山本優希、宮城舞、鈴木あや[28]
- 『Sixh.×MensSPIDER SHOW&LIVE』（原宿ラフォーレミュージアム、2010年5月3日） 共/早川沙世、てんちむ[29]
- 『KyabaRaku AWARD 〜Kickoff Party〜』（VANITY LOUNGE、2012年4月8日） 共/桃華絵里、早川沙世、遠藤彩香、鮎川りな、りん、愛内心愛、家村マリエ、杉山佳那恵、ほずにゃむ、ゆきいちご、吉川ぐり、吉川ぐら、渡辺かなえ、桜咲姫菜、山上沙和、LALA[30]

### 映画
- 『breath』（2009年、大塚祐吉）
- 『Girl's Life』（2009年、大塚祐吉）[31]

### その他
- ゲームソフト：『龍が如く3』（セガ PS3 2009年2月26日発売 キャバ嬢 桜井莉菜役） ― 荒木さやかならびに武藤静香とともに予約購入特典『Kamutai magazine（カムタイマガジン）』の表紙にも登場[32]。
- 写真集：『Be Here Now』／『10 COLORS』
- テレビアニメ：『美肌一族』（2008年、テレビ東京）
- テレビドラマ：『嬢王 Virgin』（2009年、テレビ東京系 美咲菜々役）
- ウェブサイト：『モデルcloset』（2010年2月9日開設） 共/荒木さやか、ありっくま、イケメグ、池田詩織、板橋瑠美、市倉利紗、小川さえこ、本戸亜杏沙、木村あすか、幸田えりか、佐藤菜純、滝澤美代、二宮悠嘉、星あや、のりたえ、武藤静香、ファッションに興味がある女の子全員☆[33]
- ムック：『アイメイクパーフェクトBOOK』（インフォレスト『小悪魔ageha』・『姉ageha』特別編集、2013年3月16日発売） 表紙：共/八鍬里美、武藤静香、荒木さやか[34]